# Kurt Thoma
Kurt Thoma (ur. 4 sierpnia 1901 w Staufen im Breisgau, zm. 11 kwietnia 1971 w Oldenburgu) – niemiecki oficer marynarki. 

## Służba
1 kwietnia 1921 roku wstąpił do służby w Reichsmarine . Dokładnie rok później otrzymał awans na stopień starszego marynarza (niem. Matrosengefreiter), a 1 kwietnia 1923 roku został awansowany na stopień chorążego marynarki (Fähnrich zur See) . 1 października 1925 roku awansował na stopień podporucznika marynarki (Leutnant zur See), by po blisko dwóch latach (1 lipca 1927 roku) otrzymać stopień porucznika (Oberleutnant zur See) . Kolejny awans nastąpił 1 kwietnia 1933 roku, kiedy to Kurt Thoma otrzymał stopień kapitana marynarki (Kapitänleutnant) . 1 października 1937 roku Thoma, już jako członek Kriegsmarine, został awansowany na stopień komandora podporucznika (Korvettenkapitän) . Od 18 października 1938 roku do 22 marca 1941 roku był dowódcą 2. Flotylli Trałowców (2. Minensuchflottille), uczestnicząc w działaniach zbrojnych II wojny światowej  . Za swoją działalność 22 listopada 1939 roku otrzymał Krzyż Żelazny II klasy (Eisernes Kreuz II Klasse), zaś 4 maja 1940 roku Krzyż Żelazny I klasy (Eisernes Kreuz I Klasse)  . Pięć miesięcy później, 6 października 1940 roku został odznaczony Krzyżem Rycerskim Krzyża Żelaznego  .
23 marca 1941 roku Kurt Thoma został przeniesiony do sztabu Oberkommando der Marine, początkowo jako referent (do 22 marca 1943 roku), a później szef Wydziału III (23 marca 1943 roku – 25 października 1944 roku) . 1 września 1941 roku otrzymał awans na stopień komandora porucznika (Fregattenkapitän) . 1 listopada 1941 roku został odznaczony włoskim Croce al Merito di Guerra  . 1 kwietnia 1943 roku awansował na stopień komandora (Kapitän zur See) .
26 października 1944 roku Thoma został dowódcą 5 Dywizji Bezpieczeństwa (5. Sicherungsdivision) z siedzibą w Cuxhaven, sprawując tę funkcję do zakończenia działań wojennych (8 maja 1945 roku)  . Od 20 maja 1945 roku do 2 marca 1946 roku przebywał w alianckiej niewoli . Po wojnie, od 1 lutego 1957 roku do 30 września 1962 roku służył w Bundesmarine .